# Ilie Românul
Ilie Românul (n. 1888, Domașnea – d. 1962, Domașnea) a fost un deputat în Marea Adunare Națională de la Alba Iulia, organismul legislativ reprezentativ al „tuturor românilor din Transilvania, Banat și Țara Ungurească”, cel care a adoptat hotărârea privind Unirea Transilvaniei cu România, la 1 decembrie 1918.:p. 77

## Biografie
Ilie Românul, născut în comuna Domașnea în anul 1888, a urmat studiile la Școala Normală din Deva urmând ca la terminarea acestora să ocupe funcția de învățător în locul natal unde va participa de altfel și la constituirea Gărzii Naționale de aici. Tatăl său a fost președinte C.N.R. din localitate. Își va găsi sfârșitul în anul 1962 în Domașnea.

## Activitatea politică
A fost numit delegat titular al cercului electoral Caransebeș la Marea Adunare Națională de la Alba Iulia de la 1 decembrie 1918.:p. 158